# Annegret Liepold
Annegret Liepold (* 1990 in Nürnberg) ist eine deutsche Autorin.

## Leben und Wirken
Liepold studierte Komparatistik und Politikwissenschaften in München und Paris. Sie arbeitet für die Bayerische Akademie des Schreibens am Literaturhaus München.
2022 produzierte Selma Records das musikalische Hörspiel Großer Hase, kleiner Fuchs. Liepold war für die Textfassung verantwortlich.
2025 verlegte der Blessing Verlag ihren Debütroman Unter Grund. Liepold erhielt für ihr Werk zahlreiche Auszeichnungen, unter anderem das Literaturstipendium der Stadt München sowie eine Einladung zur 15. Schreibwerkstatt der Jürgen-Ponto-Stiftung und zur Romanwerkstatt des Literaturforums im Brecht-Haus Berlin. Zudem war sie für den Franz-Tumler-Literaturpreis 2025 nominiert.

## Werke
- Großer Hase, kleiner Fuchs. Musikalisches Hörspiel. Selma Records, Augsburg 2022.
- Unter Grund. Blessing Verlag, München 2025, ISBN 978-3-89667-766-2.